# Brick (elektronika)

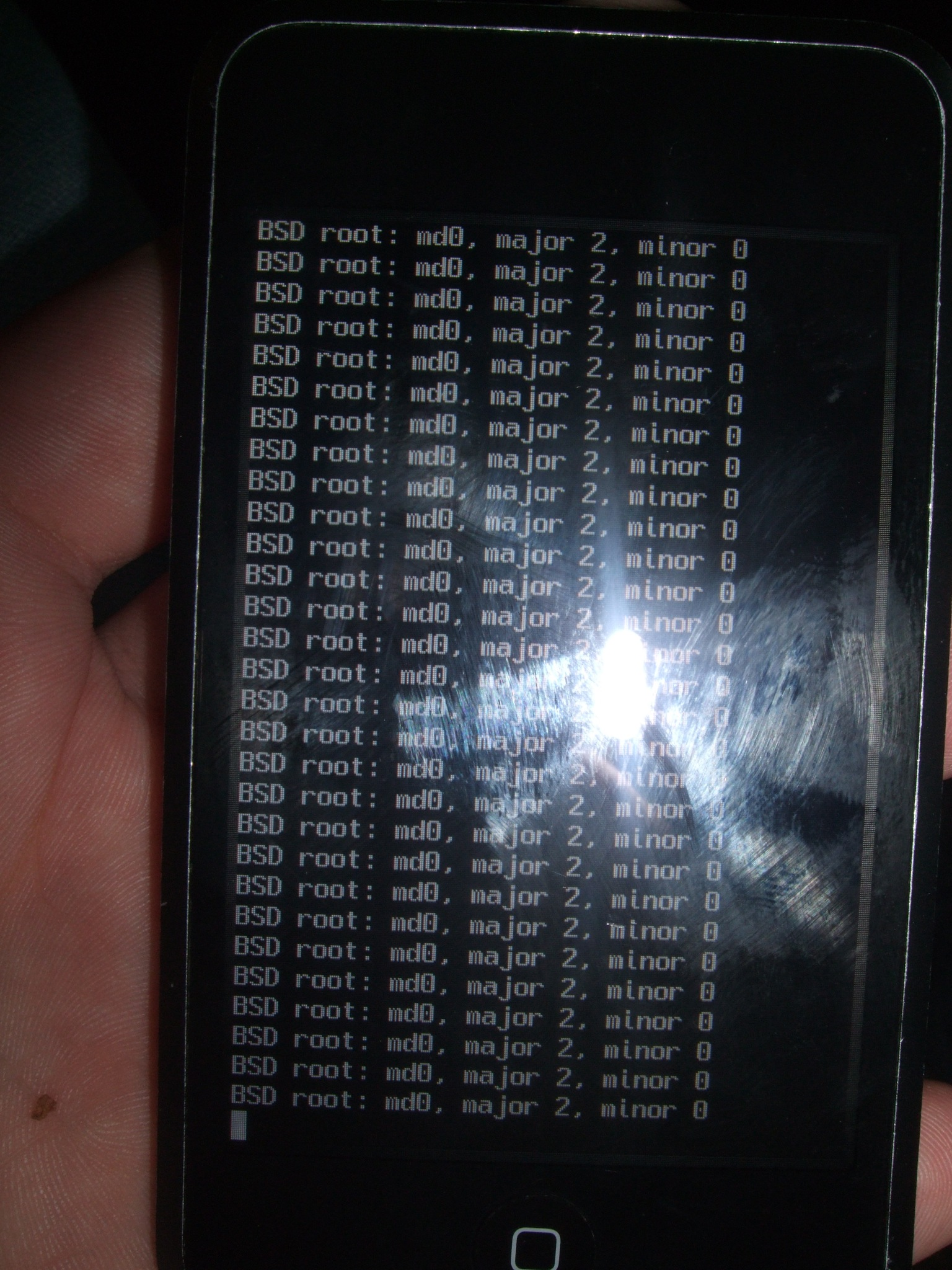
Bricknutý Apple iPod Touch

Brick („cihla“) je označení pro spotřební elektroniku (např. smartphone, herní konzole, router, tablet), které není dále funkční vlivem svého špatného nastavení, poškozenému firmware nebo hardwarovému problému. Slovo je často používáno jako sloveso (anglicky to brick), kdy mluvčí sděluje, že provedl nějakou operaci, kterou zařízení trvale (nevratně) poškodil (u mobilního telefonu například nahráním nevhodného firmware).
Typy bricku:
1. soft brick – zařízení vykazuje nějakou činnost, nelze ale jeho původní činnost obnovit (např. plně spustit operační systém, často zařízení uvázne v bootloopu)
2. hard brick – zařízení se v nadřazeném systému identifikuje (třeba PC připojený přes USB), není ale schopno pokračovat v žádné další činnosti
3. deep brick – zařízení nevykazuje vůbec žádnou činnost (lidově označováno jako mrtvé)